# Norrlands svårmod
Norrlands svårmod: roman om ett försvinnande är en roman från 2010 av Therése Söderlind. Söderlind tilldelades Norrlands litteraturpris för romanen.